# Kamierowskie Piece
Kamierowskie Piece – wieś kociewska w Polsce, położona w województwie pomorskim, w powiecie starogardzkim, w gminie Skarszewy. 
| SIMC    | Nazwa     | Rodzaj    |
| ------- | --------- | --------- |
| 0171753 | Trzcianka | część wsi |

W latach 1975–1998 miejscowość administracyjnie należała do województwa gdańskiego.